# Narratio
Die Narratio (Lat. „Erzählung“) ist ein Teil des Formulars mittelalterlicher Urkunden, die zwischen der Promulgatio und der Darlegung des eigentlichen Rechtsinhalts in der Dispositio steht. In der Systematik der Diplomatik ist sie Teil des Kontextes.   Sie ist in der Regel ein der Promulgatio untergeordneter Satz, der mit Konjunktionen wie quod oder qualiter eingeleitet wird. Sie  enthält eine Darlegung der tatsächlichen oder vorgeblichen Einzelumstände, die die Ausfertigung der Urkunde veranlasst haben. Sofern der Antragsteller nicht bereits in der Inscriptio angesprochen wird, wird er in der Narratio genannt. In den ottonischen und salischen Herrscherurkunden, in denen eine Inscriptio nicht verwandt wird, werden in der Narratio neben dem Empfänger auch die Intervenienten angegeben. In den Mandaten der delegierten Gerichtsbarkeit wird der Sachvortrag des Petenten unter dem Vorbehalt der veritas precum referiert, bei Bestätigungen oder Inserten älterer Urkunden finden sich oft Angaben über eine Prüfung der Authentizität der vorgelegten Dokumente. Dazu kann auch eine Beschreibung der äußeren Merkmale gehören, die meist allgemein gehalten ist, bisweilen aber detaillierte Informationen enthält. Falls die Vorlagen nicht mehr erhalten sind, ist so dennoch eine kritische Beurteilung möglich.
Die Narratio steht in der Tradition der antiken Rhetorik und wird auch von den Autoren der Ars dictandi behandelt. Die Formelbücher spätmittelalterlicher Kanzleien lassen die Tendenz zur Typisierung der Narratio erkennen. In einfacheren Urkundenformen (etwa Traditionsnotizen) kann die Narratio fehlen.